# Lednik Lenina
Lednik Lenina (ryska: Ледник Ленина) är en glaciär i Kirgizistan.   Den ligger i oblastet Osj, i den sydvästra delen av landet, 400 km söder om huvudstaden Bisjkek. Lednik Lenina ligger 4 430 meter över havet.
Terrängen runt Lednik Lenina är huvudsakligen bergig, men åt nordost är den kuperad.  Trakten runt Lednik Lenina är nära nog obefolkad, med mindre än två invånare per kvadratkilometer. Det finns inga samhällen i närheten. Trakten runt Lednik Lenina är permanent täckt av is och snö.